# Estrella de plom
Una estrella de plom o estel de plom és una estrella de metal·licitat feble que presenta una superabundància de plom i de bismut amb relació a altres elements sorgits de la nucleosíntesi per procés S. Es tracta d'un tipus particular d'estrella CH, que és alhora un tipus específic d'estrella de carboni.